# Катаев, Андрей Львович
Андрей Львович Катаев (род. 21 апреля 1955, Москва) — российский физик, доктор физико-математических наук.

## Биография
Родился 21 апреля 1955 года в Москве в семье архитекторов.
Окончил два курса Московского института электронного машиностроения (1972—1974), физический факультет МГУ (1979) и аспирантуру ИЯИ АН СССР (1982).
В 1982 году поступил на работу в Отдел теоретической физики Института ядерных исследований (ИЯИ РАН), с 1991 года старший научный сотрудник, в настоящее время[когда?] — ведущий научный сотрудник.

## Научная деятельность
Андрей Львович Катаев — специалист в области квантовой теории поля и физики элементарных частиц, автор более 140 научных работ.
В 1984 году защитил кандидатскую диссертацию на тему «Эффекты высших порядков теории возмущений в квантовой хромодинамике» (научные руководители В. А. Матвеев и К. Г. Четыркин).
Доктор физико-математических наук (1997, тема диссертации «Схемная зависимость многопетлевых рядов теории возмущений в квантовой теории поля»).
Достижения:
- вычислил вклад второго порядка в ширину распада нейтрального бозона Хиггса на кварк-анти-кварковые пары;
- вычислил вклад третьего порядка квантовой хромодинамики в полное сечение процесса электрон-позитронной аннигиляции в адроны (совместно с С. Г. Горишним и С. А. Лариным)
- определил константу сильных взаимодействий из данных Тэватрона для характеристик процесса нейтрино-нуклонного рассеяния.
- определил основную часть вклада 10-го порядка квантовой электродинамики в аномальный магнитный момент мюона
- установил теоретическую связь между результатами теории возмущений в квантовой хромодинамики для полного сечения процесса электрон-позитронной аннигиляции в адроны и правила сумм процесса глубоконеупругого рассеяния поляризованных лептонов на нуклонах.

Являлся руководителем защищенных 3 кандидатских диссертаций (1991 — НИИЯФ МГУ, 2001 — ИФВЭ и 2020 — ИЯИ РАН).
Работы, выполненные при непосредственном участии А. Л. Катаева после 1999 г вошли в 1 докторскую диссертацию, успешно защищенную в 2001 ОИЯИ (г. Дубна), в 2 кандидатских и 1 докторскую диссертацию, успешно защищенных на физическом факультете МГУ в 2017, 2018 и 2021 гг.

## Награды
- Почетный диплом АН СССР для молодых ученых (1983), Почётная грамота Президиума и профсоюза работников РАН (2005).
- Премия МАИК «Наука Интерпериодика» за лучшую публикацию: «Квантово-хромодинамический анализ данных коллаборации CCFR для структурной функции xF3». Физика элементарных частиц и атомного ядра (ЭЧАЯ). — Т. 34. — Вып. 1. — С. 43—87. — 2003 с соавторами Г. Паренте (Университет Сантьяго-де-Компостела, Испания) и А. В. Сидоровым (ОИЯИ)
- The JINR Prizes for the theoretical physics research: 2005 First Prize «Analysis of experimental data for deep-inelastic lepton scattering: asymptotic freedom and nonperturbative effects in QCD». Authors: A. Kotikov, V. Krivokhizhin, A. Sidorov, A. Kataev, G. Parente.
- Медаль "300 лет Российской Академии Наук " (2024)